# ATP Challenger Sydney
Das ATP Challenger Sydney (offizieller Name: Perpetual NSW Open) ist ein Tennisturnier in Sydney, Australien, das 2013 und seit 2022 ausgetragen wird. Es ist Teil der ATP Challenger Tour und wird im Freien auf Hartplatz gespielt. Schon 1982 und 1983 wurde ein Turnier an selber Stelle ausgetragen.

## Siegerliste

### Einzel
| Jahr                         | Sieger             | Finalgegner     | Ergebnis      |
| ---------------------------- | ------------------ | --------------- | ------------- |
| 2024                         | Thanasi Kokkinakis | Rinky Hijikata  | 6:1, 6:1      |
| 2023                         | Taro Daniel        | Marc Polmans    | 6:2, 6:4      |
| 2022                         | Hsu Yu-hsiou       | Marc Polmans    | 6:4, 7:65     |
| 2014–2021: nicht ausgetragen |                    |                 |               |
| 2013                         | Nick Kyrgios       | Matt Reid       | 6:3, 6:2      |
| 1984–2012: nicht ausgetragen |                    |                 |               |
| 1983                         | Simon Youl         | John Frawley    | 3:6, 7:5, 6:2 |
| 1982                         | Pat Cash           | Craig A. Miller | 7:5, 6:7, 6:2 |

### Doppel
| Jahr                         | Sieger                             | Finalgegner                 | Ergebnis         |
| ---------------------------- | ---------------------------------- | --------------------------- | ---------------- |
| 2024                         | Blake Ellis (2) Thomas Fancutt     | Blake Bayldon Mats Hermans  | 7:5, 7:64        |
| 2023                         | Ryan Seggerman Patrik Trhac        | Ruben Gonzales Nam Ji-sung  | 6:4, 6:4         |
| 2022                         | Blake Ellis (1) Tristan Schoolkate | Ajeet Rai Yūta Shimizu      | 4:6, 7:5, [11:9] |
| 2014–2021: nicht ausgetragen |                                    |                             |                  |
| 2013                         | Brydan Klein Dane Propoggia        | Alex Bolt Nick Kyrgios      | 6:4, 4:6, [11:9] |
| 1984–2012: nicht ausgetragen |                                    |                             |                  |
| 1983                         | Michael Fancutt Wally Masur        | Peter Carter Mark Kratzmann | 7:5, 6:3         |
| 1982                         | Peter Johnston John McCurdy        | John Benson Chris Johnstone | 6:7, 7:6, 7:6    |